# Campo Grande (Misiones)
Campo Grande é uma cidade argentina da província de Misiones capital do departamento de Cainguás.